# サンフィールド
サンフィールド株式会社は、中国地方にファーストフード、レストラン等を経営するメガフランチャイジー企業。英語社名は「Sun Field CO., Ltd.」。本社は広島県広島市西区井口五丁目16番26号。
事業内容として、吉野家・びっくりドンキーを初めとするフードサービス事業を柱として展開しており、フランチャイズ本部に加盟契約を締結して店舗展開を行っているフランチャイジー業態と、同社が独自に開発し、店舗展開を行っているオリジナルブランド業態がある。

## 業態
フランチャイジー業態
- 吉野家
- びっくりドンキー
- 大衆食堂半田屋

オリジナルブランド業態
- 炭火焼肉七厘家
- 情熱かつ食堂